# Wackenhof
Der Wackenhof ist ein aus drei Gehöften und der Waldsiedlung bestehender Weiler. Er ist Teil des Ortsteils Kupfersuhl der Kreisstadt Bad Salzungen im Wartburgkreis in Thüringen.

## Lage
Der Wackenhof befindet sich etwa eineinhalb Kilometer nördlich der Ortslage von Kupfersuhl und etwa zehn Kilometer (Luftlinie) von der Kreisstadt Bad Salzungen entfernt.

## Geschichte
Der Wackenhof gehört zu einer Gruppe von Höfen und Kleinsiedlungen (Baueshof, Clausberg, Lutzberg, Kriegersberg, Hütschhof, Frommeshof, Rangenhof, Mölmeshof, Lindigshof, Josthof und andere), die im Herrschaftsbereich der Frankensteiner Grafen und ihres Hausklosters Frauensee seit dem Hochmittelalter im Buntsandstein-Hügelland bei Marksuhl gegründet wurden.
Der Ortsteil Wackenhof wurde 1268 als Wackenhusen in einer Urkunde des Klosters Fulda erwähnt. Dem Lazarus-Orden wurden die Siedlungen Wackenhusen und Flachsland zu Lehen gegeben, der Ritterorden errichtete entsprechend seiner Bestimmung in Wackenhausen ein Leprosorium – als Aussätzigenhospital. Dieses war zugleich dem Gothaer Hospital unterstellt. Der Wackenhof war zudem als Komturhof ein wichtiges Verwaltungszentrum des Ordens in Thüringen. Mit dem Rückgang der Seuche im 15. Jahrhundert wurde der Lazariter-Orden auf päpstlichen Befehl dem Johanniterorden einverleibt. 1489 wurde der Ritter Heinrich Schmuckschuh als letzter Lazariter-Komtur mit dem Wackenhof belehnt, er sollte die bereits im Verfall begriffene Hofstelle wieder aufrichten, Altar und Kapelle erneuern.
Im 16. Jahrhundert gehörte der Wackenhof zum Salzunger Salinenbetrieb, man nutzte die Wälder als Brennholz zur Salzgewinnung. Am Blauen Berg und im Flachsgrund wurde Kupfererz gefördert. Der Wackenhof war Teil der Kupferbergwerke um Kupfersuhl. Im Jahr 1879 wurden, basierend auf der Volkszählung von 1875, erstmals statistische Angaben publiziert. Der Wackenhof bestand damals aus drei Wohnhäusern  mit 18 Einwohnern auf einer Gesamtfläche von 69,6 ha – davon Höfe und Gärten 1,8 ha, Wiesen 1,8 ha, Äcker 38,4 ha, Wälder (kein eigener Bestand),  Teiche, Bäche und Flüsse 0,6 ha, Wege, Triften und Obstplantagen 15,8 ha. Wackenhof war wie auch Kupfersuhl nach Möhra eingepfarrt und eingeschult.

## Kultur und Sehenswürdigkeiten
Im Jahr 2007 erwarb der Weimarer Musikprofessor Reinhard Wolschina das bereits einsturzgefährdete und völlig desolate Gehöft Wackenhof 4. Nach erfolgreicher Sanierung erhielten die Besitzer im September 2009 den Denkmalpreis des Wartburgkreises verliehen.
Die Idee einer Kulturstiftung Wackenhof kam dem Künstlerpaar bei der Sanierungsarbeit. Mit einem befreundeten Musiker aus Erfurt wurden bereits 2010 und wieder 2012 Versuche unternommen, das Gehöft kulturell zu nutzen, man beteiligte sich mit Konzerten an der Aktion Der lange Tag der Natur.

## Verkehr
Der Wackenhof liegt an der Landesstraße L 2115, die 500 m südlich der Höfe an die Kreisstraße K 9 anbindet. Dicht nördlich führt der Sallmannshäuser Rennsteig an der Ortslage vorbei.

## Sonstiges
1965 erhielt ein Jugendlicher vom Wackenhof eine öffentliche Rüge erteilt: angesteckt von der Wintersportbegeisterung für die DDR-Skispringer – sein Idol war Dieter Neuendorf aus der Nachbarstadt Ruhla, erbaute er sich an einer Waldschneise eine eigene Sprungschanze zum Training. Die Gemeindeverwaltung, LPG und der Forst fanden dafür kein Verständnis und zeigten den Nachwuchsathleten an. Er erhielt eine öffentliche Rüge und musste die Schanze auf eigene Kosten demontieren.